# Tachydromia alatauensis
Tachydromia alatauensis är en tvåvingeart som beskrevs av Igor Shamshev och Chvala 2001. Tachydromia alatauensis ingår i släktet Tachydromia och familjen puckeldansflugor. Inga underarter finns listade i Catalogue of Life.